# Point Place (Luizjana)
Point Place – jednostka osadnicza w Stanach Zjednoczonych, w stanie Luizjana, w parafii Natchitoches.